# 매산동 (수원시)
매산동(梅山洞)은 대한민국 경기도 수원시 팔달구의 행정동이다. 팔달구 남쪽에 있는 동이다.

## 개요

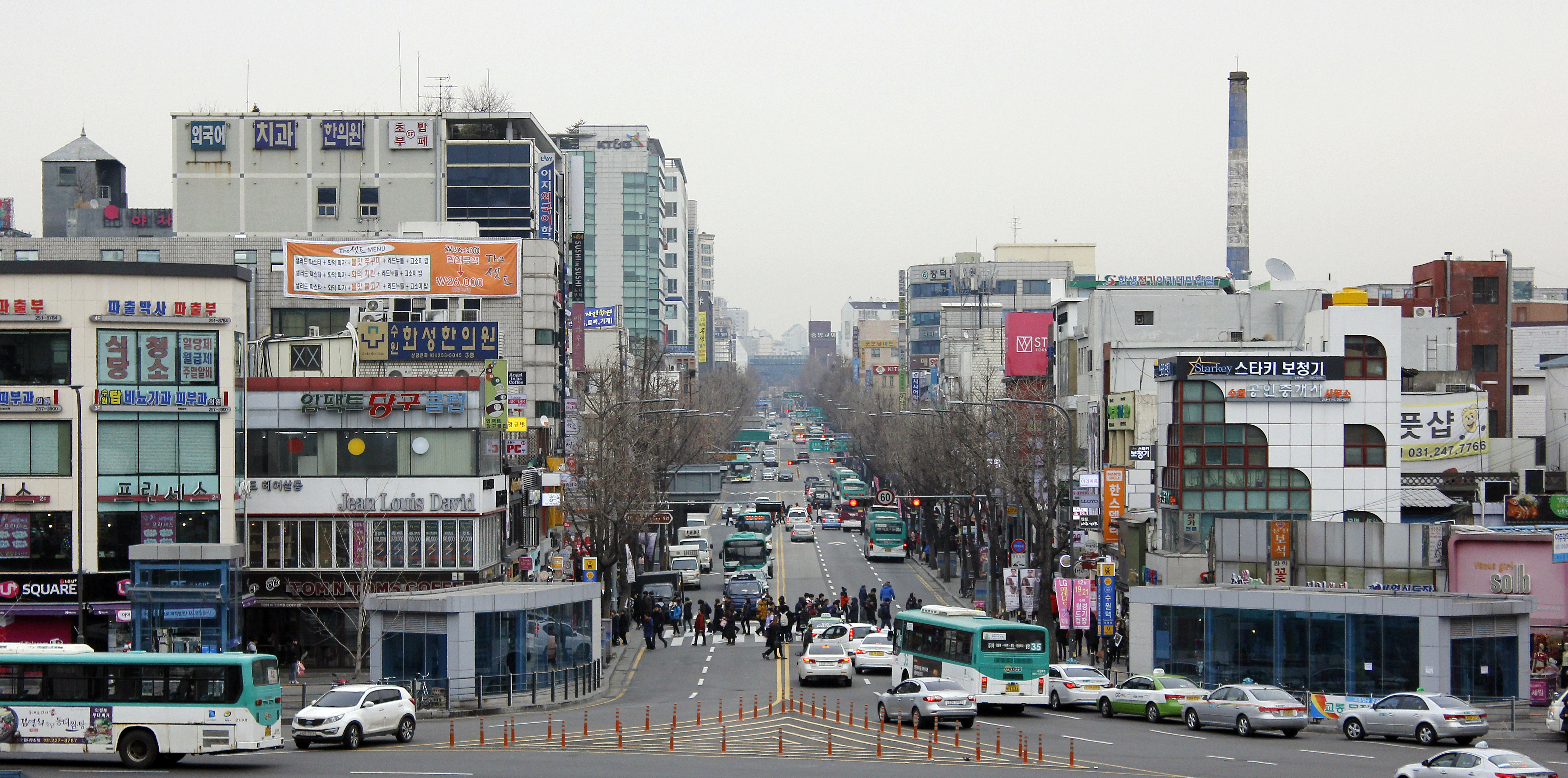
매산로

매산동은 수원시 서남부에 위치한 교통의 요충지로서, 수원역이 자리하고 있다. 또한 경기도청을 비롯한 각종 기관, 단체들이 있는 곳이기도 하다. 1789년 수원부의 읍치(邑治)가 옮겨오기 전, 이 지역은 수원부에 속하는 한적한 시골 마을이었다. 1789년(조선 정조 13년) 9월 수원부의 읍치를 팔달산 동쪽 기슭으로 옮기고, 1796년 화성신도시를 건설한 후 팔달산 주변 지역을 남부와 북부로 나누었다. 이때 남부에 속하였다. 1914년 4월 1일 일제에 의한 수원군의 동리 명칭 및 구역 변경 때, 철도 노선 동쪽을 그대로 ‘매산리’라 하여 수원면 관할하에 두었다. 1931년 4월 1일 수원면이 수원읍으로 승격되자, 일본식 이름인 ‘매산정(梅山町)’으로 불리게 되었다. 이때의 매산정은 1정목(丁目)·2정목·3정목으로 편제되었다. 해방 후인 1949년 8월 15일 수원읍이 수원부(수원시)로 승격되자, 매산정 1정목·2정목·3정목은 매산로(梅山路) 1가(街)·2가·3가로 명칭이 변경되었다. 그리고 1963년 1월 1일 행정구역 통합 때, 매산로 1가·2가·3가를 포괄하여 관할하는 매산동이 만들어졌다.
현재 매산동은 구정의 중심지로 주요 기관단체가 밀집된 곳이다. 또한 교통의 중심지로, 국도 제42호선이 매산로를 통과한다. 따라서 도시행정의 기능을 하면서도, 주거, 상가병존 지역이다.

## 법정동
- 매산로1가
- 매산로2가
- 매산로3가

## 교육

### 수원시팔달구사립대학교[2]
- 아주대학교

## 교통
- 수원역

## 아파트
| 단지명   | 건설사   | 시행사   | 주소                          | 입주        | 비고                     |
| -------- | -------- | -------- | ----------------------------- | ----------- | ------------------------ |
| 대한대우 | 대우건설 | 대한방직 | 팔달구 권선로 477 (매산로2가) | 1999년 12월 | 대한방직 수원공장 재개발 |